# Киприянов, Валериан Александрович
Валериан Александрович Киприянов (17 [29] октября 1818, Ельнинский уезд, Смоленская губерния — 2 [14] февраля 1889) — русский инженер Корпуса путей сообщения, приобретший известность своими палеонтологическими трудами. Тайный советник.

## Биография
Родился 5 (17) октября 1818 года в дворянской семье — сын Александра Ивановича (1780—1872) и Александры Васильевны (урожд. Потресова; 1801—1830) Киприяновых. В семилетнем возрасте был отдан в смоленский лютеранский пансион пастора А. Е. Лангенбека. Затем учился в пансионе М. П. Петрушевского.
В 1832 году был зачислен в Институт Корпуса инженеров путей сообщения, по окончании которого в 1839 году с чином инженера-поручика, получил право выбрать место службу. Он выбрал Московский округ путей сообщения; работал по устройству судоходства на реке Москве, по водоснабжению Москвы и устройству водяного сообщения между реками Москвой и Волгой: «спроектировал несколько шлюзов, делал опыты по расчистке мелей, самостоятельно подготовил проект „разборчатой плотины“ и был назначен её строителем». В это время он уже «живо заинтересовался теми толщами земли, которые иногда приходилось прорывать при работах, и теми остатками организмов, которые находят в этих толщах». Стал посещать лекции в Московском университете профессора К. Ф. Рулье, который по свидетельству самого Киприянова, дал «толчок и направление его будущей деятельности».
Будучи командирован в 1848 году в Курск для проведения шоссе от Фатежа до Курска, занялся геологическим исследованием прилегающей местности и в особенности изучением залежей фосфорита, который шёл на мощение шоссе и в которых Киприянов обнаружил многочисленные палеонтологические остатки. Фосфоритовой породе Киприянов дал название: «северский остеолит», то есть «костяные камни из Северии». За пять лет работы на строительстве шоссе, Киприянов собрал чрезвычайно богатый палеонтологический материал: одна коллекция включала окаменелости мелового периода, другая — вымершие рыбы и рептилии. Спустя два года после приезда в Курскую губернию он опубликовал, совместно с другим любителем палеонтологии — врачом Владимиром Константиновичем Гутцейтом, первые заметки в неофициальной части «Курских губернских ведомостей» (в 6 номерах газеты). В 1852 году он начал печатать описания остатков ископаемых рыб из «северского остеолита» в «Бюллетене Императорского Московского общества испытателей природы». Его работы были замечены специалистами: Э. И. Эйхвальд отмечал, что Киприянов «составил одну из лучших коллекций остатков ископаемых животных России»; он также указывал, что «В. А. Киприянов обладает большой начитанностью и особенно замечательными познаниями по части геологии и поэтому может точно определить и верно описывать остатки ископаемых животных». В 1854 году строительство шоссе было завершено и В. А. Киприянов получил чин инженера-подполковника.
В 1855 году он был направлен на изыскания для сооружения железной дороги между Харьковом и Орлом; в 1857 году был в командировке в Эстляндии для осмотра добычи доломита.
Свои коллекции Киприянов подарил Петербургскому университету, геологическому кабинету Московского университета. Э. И. Гофман, изучив образцы коллекции Киприянова, подготовил докторскую диссертацию «Монография окаменелостей северского остеолита». Только часть собрания, включающую рыб и рептилий, Киприянов изучал самостоятельно. Для пополнения пробелов в своей зоологической подготовке, во время продолжительной заграничной командировки в 1857 году, в Англии он посетил Р. Оуэна и стал приверженцем его научных воззрений и методов во всех своих последующих работах.
После возвращения из-за границы, продолжая палеонтологические занятия, Киприянов продолжал деятельность в качестве инженера путей сообщения: преподавал геогнозию в Строительном училище, редактировал «Журнал путей сообщения»; был директором петербургских водопроводов, а затем, сначала — главным инженером по постройке Московско-Нижегородской железной дороги, затем участвовал в устройстве Новоладожского канала императора Александра II.
В последние годы своей службы он состоял правительственным инспектором Московско-Брестской, затем Моршанско-Сызранской железных дорог, с 28 апреля 1872 года — действительный статский советник. В 1876 году вышел в отставку и всё внимание посвятил палеонтологии, завершая ранее начатые труды.
Умер 21 января (2 февраля) 1889 года в чине тайного советника «после тяжкой и продолжительной болезни». Отпевание было совершено в церкви на Воздвиженке. Похоронен на кладбище Спаса-Андроникова монастыря.

## Семья
Жена: Олимпиада Лукьяновна.

## Членство в организациях
- 1852 — Московское общество испытателей природы
- 1864 — Санкт-Петербургское минералогическое общество.

## Вклад в науку
Наиболее значительные геологические и палеонтологические работы В. А. Киприянова посвящены исследованию палеонтологических остатков рыб и пресмыкающихся из геологических образований Московской, Орловской и Курской губерний.
Коллекции Киприянова, представленные остатками рыб из меловых отложений, находятся государственном геологическом музее им. В. И. Вернадского.

## Награды
- Орден Святого Станислава 2-й степени с императорской короной (1859)
- Бриллиантовый перстень (1864)
- Высочайшее благоволение (1864)
- Орден Святой Анны 2-й степени с императорской короной (1865)
- Орден Святого Владимира 3-й степени (1870)
- Бронзовая Медаль «В память войны 1853—1856»
- Знак отличия за ХХ лет беспорочной службы
- Шведский орден Вазы, командорский знак 2-го класса (1875)

## Публикации
- Несколько слов о позвоночных животных, встречающихся в наносных почвах в долинах рек Днепра и Волги, на пространстве от Орла до Харькова, в губерниях Орловской, Черниговской и Курской. — [Курск, 1834]. — 18 с.
- Erster Zusatz zur Beschreibung des Koprolithes Mantelli. — 1854
- Beitrag zu Hybodus Eichwaldi. — 1855
- Описание Московской губернии в строительном отношении / [Соч.] инж.-подполк. В. Киприянова. — СПб.: тип. Д. Кесневиля, 1856. — 131 с.
- Критический обзор проектов для предохранения С.-Петербурга от наводнения / [Соч.] Инж. подполк. В. Киприянова. — СПб.: тип. Гл. упр. пут. сообщ., 1858. — 127 с., 6 л. черт.;
- Критический обзор предположений об устройстве торгового порта в С.-Петербурге / [Соч.] Инж.-подпол. В. Киприянова. — СПб.: тип. Гл. упр. пут. сообщ., 1860. — 139 с., 10 л. черт.
- Описание открытия и построения канала императора Александра II. — [Санкт-Петербург]: Воен. тип., ценз. 1866. — 43 с.
- Несколько слов о жизни и деятельности потомственного почетного гражданина Вышегорского 1-й гильдии купца Григория Васильевича Гладина: С портр. — СПб.: тип. В. Веллинга, 1866. — 24 с.
- Об изменениях горизонта р. Днепра с 1859-го до 1869-го года. — Харьков: Унив. тип., 1870.
- Ueber die fossilen Fische d. Moskauer Gouvernem. — 1880.
- Fisch-Ueberreste in kurskischen eisenhaltigen Sandsteine // «Studien über fossilen Reptilien Russlands» (I—IV Theil., «Mem.» СПб. академии, 1881.
- О памятнике в бозе почившему государю императору Александру II в Московском Кремле. — М.: тип. Э. Лисснер и Ю. Роман, 1881. — 10 с.
- Очерки: Из записок В. А. К. Вып. 1. — М.: тип. Э. Лисснер и Ю. Роман, 1882.
- Геологические исследования в Орловской и Курской губерниях: (Табл. X—XIV). — СПб.: тип. Имп. Акад. наук, [1885]. — 40 с., 5 л. ил.
- Палеонтологические исследования: Табл. 1, 2 и 3. — [Санкт-Петербург]: тип. А. Якобсона, [1886]. — 38 с., 3 л. ил.

## Упоминания
- 28 мая 2024 года  на телеканале Россия 24.Курск  вышел фильм "Знакомьтесь, Юрский", где упоминаются палеонтологические исследования  Киприянова в Курской губернии и экранизируются некоторые исторические события при участии Киприянова и Гутцейта [9][10]